# Luizão (boxeador)
Luiz Inácio (?, 22 de maio de 1929 - São Paulo, 2 de agosto de 1977), também conhecido por Luiz Ignácio e Luizão, foi um boxeador brasileiro, campeão nacional e sul-americano da categoria Meio-Pesado e medalhista de ouro no torneio Pan-Americano de Boxe de 1955 na categoria Meio-Pesado.

## História
Após ingressar na Estrada de Ferro Sorocabana como contínuo no início da década de 1950, Luizão foi incentivado por seus colegas a praticar boxe amador. Em 1953 acabou incorporado à academia de José Aristides "Kid” Jofre (1907 - 1974), pai de Éder Jofre. Em pouco tempo, passou a ser um dos melhores boxeadores amadores brasileiros da categoria Meio-Pesado, treinando na academia do São Paulo Futebol Clube.

### Pan-Americano de 1955
Em 1955 classificou-se para a categoria Meio-Pesado (até 81 kg) dos Jogos Pan-Americanos de 1955 na Cidade do México. Em sua primeira luta, realizada contra o mexicano Lorenzo Valles, chamou a atenção vencer em cinco segundos por nocaute. Após vencer outros adversários, disputou e venceu a final em 26 de março de 1955 contra o argentino Abel Escalante e conquistou a primeira medalha de ouro do boxe brasileiro nos jogos pan-americanos. Nos jogos de 1955, além de Luizão, apenas Ademar Ferreira da Silva conquistou uma medalha de ouro.

### Profissionalização
Apesar da perspectiva de disputar os Jogos Olímpicos de Verão de 1956, Luizão optou por se profissionalizar por razões financeiras. Assim, cerca de dois meses após a conquista do Pan, Luizão estreou na categoria Meio-Pesado em 20 de abril de 1955 contra Enrique Pombo, vencendo por nocaute. Após 10 vitórias seguidas, conquistou o cinturão de campeão brasileiro de sua categoria em 11 de novembro de 1955 ao nocautear o então campeão (desde 1953) Nelson de Andrade. Luizão manteve esse título até 1960 quando foi derrotado por Valter “Manteiga” Rodrigues. No final de sua carreira, Luizão reconquistou o cinturão em 1962 e o manteve até ser derrotado por Hiram Campos.
Por conquistar e manter o cinturão de campeão brasileiro Meio-Pesado por um bom tempo, Luizão pôde disputar o cinturão de campeão sul-americano em 18 de março de 1958 em Montevidéu, contra o uruguaio Dogomar Martínez (que disputou os Jogos Olímpicos de 1948). Nessa primeira disputa, Luizão acabou perdendo por nocaute e pediu a revanche. Na revanche, realizada em São Paulo em 16 de janeiro de 1959, Luizão venceu Martínez por nocaute e sagrou-se campeão sul-americano de boxe. Em nova revanche, realizada em Montevidéu em 9 de maio de 1959, Martínez retomou o cinturão ao vencer Luizão por pontos. 
A irregularidade de sua carreira surgiu após uma lesão sofrida na cabeça em 1956 após duas lutas seguidas contra o chileno Humberto Loayza (que representou seu país nos Jogos de 1948). Após vencer a primeira por pontos em um combate intenso realizado em 20 de abril, Luizão não teve tempo de se recuperar e acabou nocauteado em novo combate realizado em 4 de maio. A lesão na cabeça foi piorando progressivamente até forçá-lo a encerrar a carreira prematuramente em 1963. Havia o risco de morte caso Luizão recebesse um golpe na cabeça.

### Archie Moore
A luta mais importante realizada por Luizão foi uma de exibição contra o ex campeão mundial Archie Moore. Apesar de ter sido derrotado, Luizão suportou os dez assaltos e perdeu por pontos.

### Vida posterior
Mesmo tendo conquistado uma medalha de ouro no Pan-Americano e ter sido campeão sul-americano de boxe, Luizão acabou sofrendo com problemas de saúde e racismo (em 1959, por exemplo, foi impedido de participar de um baile em um ginásio de esportes na cidade de Ourinhos). Por algum tempo continuou trabalhando na Sorocabana e na Secretaria de Transportes do Estado de São Paulo até que passou a sofrer de demência pugilística. Faleceu, em ostracismo, no Hospital Central Sorocabana em 2 de agosto de 1977.